# Volvo B6304
Volvo B6304 är en bensinmotor tillverkad av Volvo. Den lanserades 1990 och var Volvos första aluminiummotor. Motorn är 6-cylindrig, har dubbla överliggande kamaxlar, fyra ventiler och separat tändning per cylinder och är på 2922 cm³ (3,0 liter). Motorkontroll Motronic från Bosch.
Motorn användes 1991-1999 i modellerna 960, S90 och första årsmodellerna av S80. Den ingick i Volvos motorfamilj som ersatte ”rödblocksmotorerna”, tillsammans med de 5-cylindriga motorerna i 850-serien och de 4-cylindriga som kom 1995 i S40/V40.

## Varianter
| Motormodell | Effekt (hk@rpm) | Vridmoment (Nm@rpm) | Volym (cm³) | Motorkontroll | Modellnamn och år            |
| ----------- | --------------- | ------------------- | ----------- | ------------- | ---------------------------- |
| B6304F      | 204@6 000       | 267@4 300           | 2922        | Motronic 1.8  | 960 3.0E 1991-1995           |
| B6304S      | 204@6 000       | 267@4 300           | 2922        | Motronic 4.4  | 960 3.0E & S90/V90 1996-1998 |
| B6304S2     | 180@5 200       | 260@4 350           | 2922        | Motronic 4.4  | S90/V90 1997-1998            |
| B6304S3     | 204@6 000       | 280@ - 4200         | 2922        | Motronic 4.4  | S80 2.9 1998-1999            |

## Typmatris

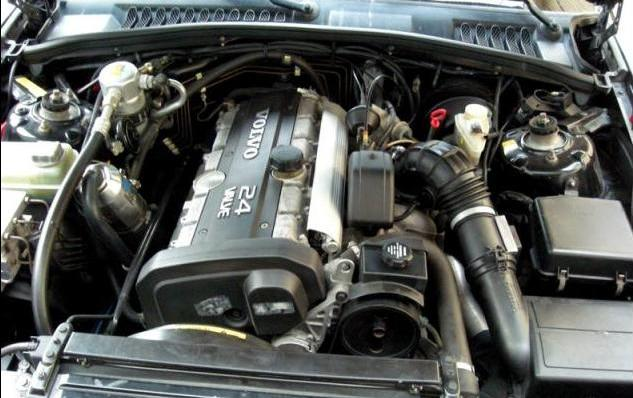
B6304F i en Volvo 960 3.0E från 1995.

| X  | Förklaring              |
| -- | ----------------------- |
| B  | Bensin                  |
| 6  | 6 cylindrar             |
| 30 | 3,0 liters slagvolym    |
| 4  | 4 ventiler per cylinder |
| S  | Sugmotor                |
| F  | Elektronisk insprutning |